# Военинженер 3-го ранга
Военинженер 3-го ранга — воинское звание в Рабоче-Крестьянской Красной Армии СССР для старшего инженерно-технического состава. Введено Постановлением ЦИК СССР и СНК СССР от 22 сентября 1935 года «О введении персональных военных званий начальствующего состава Рабоче-Крестьянской Красной Армии и об учреждении положения о прохождении службы командным и начальствующим составом РККА».
Выше воентехника 1-го ранга, ниже военинженера 2-го ранга. Соответствовало званиям капитан-лейтенант и капитан; аналог воинского звания капитан-лейтенант в российском, советском и иностранных военно-морских флотах.